# Manuel de Llauder i de Camín
Manuel de Llauder i de Camín   (Argentona, 3 de juliol de 1789 - Madrid, 6 de març de 1851), vescomte de Llauder i marquès de la Vall de Ribes fou un militar i polític català. Tingué especial rellevància en la Guerra del Francès i en especial en el setge de Girona. Serví a l'exèrcit de Ferran VII. Fou governador militar a Bascònia i a Lleida, inspector general d'infanteria i capità general d'Aragó i Navarra. Fou Capità General de Catalunya en substitució del Comte d'Espanya i desarmà els voluntaris reialistes. A la mort de Ferran VII, fou fidel a les reines Maria Cristina i Isabel II i rebutjà els carlins a Barcelona.

## Biografia
Estudià les primeres lletres en les Escoles Pies de Betlem a Barcelona i ingressà molt jove com a cadet en el regiment Ultònia d'infanteria, on serví fins a arribar a capità. Durant la guerra de la Independència es distingí en el primer setge de Girona, principalment en la sortida del 16 d'agost de 1808, que obligà a l'enemic a retirar-se: també va estar en el segon setge, sent comissionat per prendre, el 28 d'agost de 1809, l'altura i Santuari dels Àngels, i entrar un comboi a Girona, comissions complides amb èxit.
Després d'haver sigut governador de les illes Medes, passà a manar el regiment de San Fernando, restablint en aquest la disciplina. La seva labor fou molt premiada amb el comandament d'una brigada mixta, amb la que va prendre part en l'atac d'Olot del 24 d'octubre de 1812.
El 7 de maig de 1813 va combatre amb llur brigada en la Sant Pere de Ribes contra forces enemigues, aconseguint tan completa victòria, que fou recompensat amb la llorejada de San Ferran, i més tard amb el títol de marquès de la Vall de Ribes. Durant el període de 1820 a 1823 visqué retirat en un poble de l'Aragó, per atribuir-se-l'hi part en la captura de Luis de Lacy y Gautier, malgrat que Llauder, en llurs Memòries documentades, es disculpa d'aquest afer, i en entrar a Espanya els Cent Mil Fills de Sant Lluís s'agregà a l'expedició, doncs les seves idees conservadores restaven en pugna amb les lliberals d'aquella època.
Desenvolupà el càrrec de comandant general de Bascònia, i després del govern militar de Lleida (febrer de 1824), on tractà d'apaivagar els ànims, llavors molt exaltats, contenint, malgrat les seves idees, als realistes, aconseguint «posar fi a una reacció que no tenia vistes d'acabar-se» (Memòries documentades). El maig de 1825, destinat a la Inspecció general d'Infanteria, treballà per acabar amb el desordre que en aquesta regnava, i després d'encarregar-li el comandament superior d'Aragó (1830), fou a rellevar l'octubre de 1832 al comte d'Espanya en la Capitania General de Catalunya, sent rebut pel poble amb grans aclamacions i mostres d'alegria.
Treballà per impedir els progressos del carlisme, sufocant l'aixecament de Josep Galceran i Escrigàs el 5 d'octubre de 1833 i dirigí una exposició a la reina governadora dient-li que per salvar el tron de la seva filla calia reunir Corts i destituir en Francisco Zea Bermúdez. El 2 de novembre de 1834, essent ja tinent general, fou nomenat ministre de la Guerra; durant el curt període que desenvolupà el càrrec, va tenir la desgràcia de què l'exèrcit d'operacions sofrís molts revessos, i d'ocórrer la revolta de gener de 1835, que costà la vida al general José Canterac, capità general de Madrid. Aquests fets i la contínua lluita que sostenia amb els seus company de ministeri, el decidiren a presentar la dimissió del càrrec, passant novament a la Capitania General de Catalunya. Després de la bullanga de 25 de juliol, el 27 de juliol entrà a Barcelona amb la intenció de restablir l'ordre, però va fugir a Mataró i envià el general Bassa a Barcelona com a emissari per de nou, intentar altre cop restablir l'ordre, que fou assassinat el 5 d'agost mentre es cremava la fàbrica Bonaplata i s'enderrocà l'estàtua de Ferran VII.
L'energia que per totes bandes desplegaven els carlins, l'obligà a prendre mesures enèrgiques, una d'elles l'arrest a la ciutadella del cònsol de Sardenya, que afavoria la causa de Carles Maria Isidre de Borbó Organitzà 10 o 12 columnes i amb elles sortí a la muntanya, creient que només allà podia acabar amb el carlisme, i quan començava a assolir-ho, calgué portar les tropes a les ciutats per a sufocar o impedir les revoltes que per tots cantons provocaven els elements lliberals.
Amos del camp els carlins, engruixiren llurs partides de tal manera, que als pocs mesos passaven de 20.000 homes. Llauder, veien que el govern no li enviava les forces necessàries per combatre'ls, dimití del càrrec, sent rellevat per Francisco Espoz i Mina. El 1839, al retornar a Espanya, després d'haver passat algun temps a l'estranger, se l'anomenà capità general de Granada, càrrec al qual renuncià per motius de salut. A més fou senador del regne i ministre del Tribunal Suprem d'Espanya.
El 1840-42 escriví llurs «Memòrias documentadas», per a sincerar-se dels càrrecs i acusacions que se li feien (Madrid, 1844). El 1829 publicà un Cuaderno de reglas y advertencias para la instrucción del recluta y prevenciones generales para la de los regimientos de infantería.